# Anyphaena californica
Anyphaena californica là một loài nhện trong họ Anyphaenidae.
Loài này thuộc chi Anyphaena. Anyphaena californica được Richard C. Banks miêu tả năm 1904.